# Listen (C21 album)
 For alternative betydninger, se Listen. (Se også artikler, som begynder med Listen)
Listen er det andet studiealbum fra det danske boyband C21. Det blev udkom i maj måned 2004. Albummets mest succesfulde single var "All That I Want", der også fik en nominering til Nordic Music Awards. Albummet er tilmed også gruppen sidste inden STAY POP pt. 1 (2024).

## Modtagelse
Listen var generelt mindre succesfuldt end debutalbummet C21.
Den første single fra albummet var "All That I Want" der nåede #6 på Tracklisten og #2 på Tjeklisten. Herefter fulgte de to mindre succesfulde singler "Tell Me Why It Ain't Easy" der nåede #16 og "Don't Wanna Wait" der toppede som #18.
Albummet nåede tre uger på Tjeklistens albumhitliste, med en højeste placering som #22.
"All That I Want" blev nomineret til "Årets Danske Hit" til Nordic Music Awards, men tabte til Swan Lee's "I Don't Mind".

## Hitlister
| Hitlisterne fra 2004 | Højeste placering |
| -------------------- | ----------------- |
| Danmark              | 22                |

## Spor
| #   | Titel                       | Sangskriver(e)                                                                           | Længde |
| --- | --------------------------- | ---------------------------------------------------------------------------------------- | ------ |
| 1.  | "All That I Want"           | Remee, Søren Bregendal Sørensen                                                          | 3:57   |
| 2.  | "Too Late"                  | Søren Bregendal Sørensen, Jascha Richter                                                 | 3:13   |
| 3.  | "Must Go On"                | Lars Quang, Esben Duus                                                                   | 4:02   |
| 4.  | "Déjà Vu"                   | Esben Duus, Lars Quang, David Pepke                                                      | 3:17   |
| 5.  | "When I Look In Your Eyes"  | Søren Bregendal Sørensen, Lars Quang                                                     | 4:07   |
| 6.  | "Don't Wanna Wait"          | Johannes Jørgensen, Søren Bregendal Sørensen, Lars Halvor Jensen, Martin Michael Larsson | 3:17   |
| 7.  | "Tell Me Why It Ain't Easy" | Lars Quang, Søren Bregendal Sørensen                                                     | 4:14   |
| 8.  | "When Your Love Is Too Far" | Lars Quang, Esben Duus                                                                   | 4:20   |
| 9.  | "If You Could Be Anyone"    | Lars Quang, Søren Bregendal Sørensen                                                     | 3:37   |
| 10. | "Don't Break It"            | Esben Duus, Lars Quang                                                                   | 3:46   |
| 11. | "Her Song"                  | Søren Bregendal Sørensen, Lars Quang                                                     | 5:14   |
| 12. | "Stay"                      | Lars Quang, Esben Duus                                                                   | 3:51   |
| 13. | "Hold You Tonight"          | Søren Bregendal Sørensen, L. Nielsen                                                     | 4:02   |
| 14. | "Alone Forever"             | Lars Quang, Søren Bregendal Sørensen                                                     | 4:32   |
| 15. | "Do Don't Won't"            | David Pepke, Søren Bregendal Sørensen, Lars Quang                                        | 7:10   |